# Jean Coralli
Jean Coralli (Parigi, 15 gennaio 1779 – Parigi, 1º maggio 1854) è stato un coreografo e ballerino francese.
Fu primo maestro di balletto del Balletto dell'Opéra di Parigi. Il suo lavoro più famoso è stato la creazione del balletto romantico Giselle che coreografò insieme ad un altro ballerino francese, Jules Perrot.

## Biografia
Giovanni Coralli Peracini, questo il suo vero nome, nacque a Parigi da famiglia italiana di origine bolognese. Studiò alla Scuola di danza dell'Opéra di Parigi e fece il suo debutto come danzatore all'Opéra nel 1802. Lavorò con la compagnia di Sebastien Gallet a Londra dal 1802 al 1803. Fu primo ballerino serio (insieme alla moglie Teresa Guingret) a La Scala di Milano nel 1809 e nel 1810, danzò nelle compagnie di Lorenzo Panzieri e Domenico Fabris nel 1811. Danzò nuovamente a La Scala (1812, 1814-1815, 1820), al Teatro alla Fenice di Venezia (1813, 1820) e al Teatro San Carlos di Lisbona (1817).
Il suo debutto come coreografo avvenne a Vienna dove conobbe la futura moglie Teresa, e dove lavorò come maestro di ballo (coreografo) dal 1805 al 1807. Realizzò coreografie anche a Milano (1813-1815), a Marsiglia (1815, 1822) e a Lisbona (1817), rivelandosi il maestro di ballo con le giuste esperienze e le abilità necessarie per i posti dove esplicò la sua attività. Coralli si trasferì a Parigi all'inizio del periodo chiamato Era del Balletto Romantico.
Arrivò a Parigi nel 1825 per lavorare come coreografo presso il teatro che allora era il terreno di prova dei futuri danzatori dell'Opéra, il Théâtre de la Porte-Saint-Martin. Il fatto di aver iniziato gli studi all'Opéra e di aver lavorato per un ventennio in giro per l'Europa occidentale avevano affinato le sue abilità artistiche e acuito le percezioni teatrali. Coralli era pronto e in attesa di un impiego quando nel 1831 l'imprenditore Louis Véron prese la direzione dell'Opéra e iniziò a cercare artisti che potessero gettare le fondamenta del suo impero teatrale.
Maria Taglioni fu una delle personalità fondamentali del teatro parigino, Jean Coralli un'altra. Egli tenne il posto di primo maître de ballet (coreografo) fino al 1850. Fu un periodo intendo per il maître de ballet dell'Opéra, si lavorava per un pubblico avido di balletti e si creavano coreografie per ballerine quali Fanny Elssler e Carlotta Grisi.
La visione di Coralli del balletto si adattava bene alle pretese di Véron che voleva per il pubblico spettacolo, azioni rapide, varietà, grandeur e ballerine che fossero vere star della danza. Coralli così poté evitare di aderire strettamente alle regole del popolare ballet d'action; invece di usare tutti gli elementi del balletto (la danza, la pantomima, i macchinari, la scenografia, i costumi e la musica) per lo svolgimento di un'azione drammatica coerente, li usò per creare una successione di quadri teatrali di sicuro effetto. Sebbene Coralli apparentemente avesse un carattere difficile, in realtà era bravissimo nel trovare i collaboratori e dava a scenografi, musicisti e danzatori ampie opportunità di mettere in mostra il loro genio; sapeva inoltre come unire tutti gli elementi che costituivano un balletto.
Coralli diede pieno potere all'immaginazione di brillanti scenografi come Pierre Ciceri e macchinisti come Constant i quali sfruttarono al massimo nuove scenografie e nuovi metodi di illuminazione rafforzando la generale illusione di realtà fantastiche: l'enorme scalinata ne La Tentation che si allungava fino alle profondità dell'Inferno o il volo di Ariel e Lea ne La tempesta (basata sulla commedia di William Shakespeare).
Coralli fece molto di più che fornire un mezzo ad altri artisti per mostrare il loro talento. Le sue danze erano la creazione centrale dell'illusione, sia che si trattasse di un villaggio italiano come ne La Tarentule o del bollente caos dell'Inferno ne La Tentation, o del gentile mistero di una foresta piena di spiriti alla luce della luna Giselle. Come è dimostrato in Giselle, egli era un maestro artigiano che riusciva a fondere le danze nel tessuto del balletto. Come altri coreografi del periodo romantico (ad esempio Filippo Taglioni), egli usava le danze non come divertissement casuale ma come un mezzo per sottolineare l'atmosfera e l'illusione. Le danze di carattere in particolare erano molto popolari in un periodo in cui qualsiasi elemento esotico stimolava l'immaginazione, come ne Le Diable boîteux dove le danze non solo mostravano tutte le emozioni dell'amore, ma rappresemtavano anche lo spirito del popolo spagnolo.
Hippolyte Prévost ne riconobbe il talento dopo il successo de La Péri rappresentata nel 1843 all'Opéra: "Quindi non è il signor Gautier (scrittore del libretto), ma il signor Coralli il vero mago della favola. Gautier ha ripetuto ciò che altri hanno fatto prima di lui, Coralli ha immaginato migliaia di gruppi deliziosi, centinaia di passi affascinanti… Onore quindi a Coralli!".
L'abilità di Coralli di creare l'illusione con la danza fu palese nella sua collaborazione per Giselle. Il grande Jules Perrot creò le danze per Giselle (Carlotta Grisi), ma Coralli, per quel che ne sappiamo, contribuì alla danze del corps de ballet. Giselle non era un balletto tipico di Coralli poiché la storia richiedeva solo due semplici scene, nessuna grandeur, nessun cambio rapido né stupefacenti trasformazioni in palco. Coralli raggiunse il suo apice soprattutto nel secondo atto nel quale le sue danze per le bianche villi crearono quell'atmosfera di mistero poetico e femminilità che mandarono in estasi i critici e il pubblico. Si ritiene comunemente che l'immagine di freddi spiriti che ondeggiano nella nebbia al chiaro di luna siano opera di Coralli e non di Perrot.
Coralli si ritirò nel 1848 e morì a Parigi il 1º maggio 1854.

## Coreografie
- 1806: Paul und Rosette; oder, Die Winzer, Hofoper, Vienna (riallestito con la musica di Umlauf, 1813)
- 1806: Der Grossmütige Kalif, Hofoper, Vienna
- 1806: Amphion; oder, Der Zölig der Musen, Hofoper, Vienna
- 1806: Die Abenzerragen und Zegris; oder, Die feindlichen Volkstämme Hofoper, Vienna
- 1807: Die Inkas; oder, Die Eroberung von Peru (mus. Gyrowetz), Hofoper, Vienna
- 1807: Helena und Paris (mus. J.N. Hummel), Hofoper, Vienna
- 1815: Imene deificato, La Scala, Milano
- 1815: La Mania del ballo, La Scala, Milano
- 1816: Danze ne Il Ritorno d'Astrea (cantata), La Scala, Milano Le Nozze di Zefiro e Flora, La Scala, Milano
- 1825: La Statua di Venera, La Scala, Milano
- 1825: Belisa (mus. Grossoni), La Scala, Milano
- 1825: Lisbell; ou, La Nouvelle Claudine (mus. Grossoni), Théâtre de la Porte-Saint-Martin, Parigi
- 1825: Les Ruses espagnoles (mus. Pâris), Théâtre de la Porte-Saint-Martin, Parigi
- 1826: Monsieur de Pourceaugnac (mus. Piccini, Lully), Théâtre de la Porte-Saint-Martin, Parigi
- 1826: Gulliver (mus. Piccini), Théâtre de la Porte-Saint-Martin, Parigi
- 1826: La Visite à Bedlam (mus. Piccini), Théâtre de la Porte-Saint-Martin, Parigi
- 1827: Le Mariage de raison (mus. Piccini), Théâtre de la Porte-Saint-Martin, Parigi
- 1827: La Neige (mus. Chautagne, Ferrand), Théâtre de la Porte-Saint Martin, Parigi
- 1828: Les Hussards et les jeunes filles, Théâtre de la Porte-Saint-Martin, Parigi
- 1828: Léocadie; ou, Cinq ans aprés (mus. Béancourt, Miller), Théâtre de la Porte-Saint-Martin, Parigi
- 1829: Les Artistes (mus. Piccini), Théâtre de la Porte-Saint-Martin, Parigi
- 1830: Die Nachwandlerin (mus. Autori vari), Hofoper, Vienna
- 1830: Die Heirat aus Vernunft (mus. Autori vari), Hofoper, Vienna
- 1830: Childerich, König der Franken (mus. Riotte, Gyrowetz), Hofoper, Vienna
- 1831: L'Orgie (mus. M. Carafa), Opéra, Parigi
- 1832: Danze (mus. Gide) ne La Tentation (opera; Halévy), Opéra, Parigi
- 1833: Danze in Ali-Baba (opera; mus. Cherubini; per alcune danze mus. Halévy), Opéra, Parigi
- 1834: La Tempête; ou, L'Ile des génies (mus. Schneitzhoeffer), Opéra, Parigi
- 1834: Danze in Don Juan (opera; mus. Mozart), Opéra, Parigi
- 1836: Le Diable boìteaux (mus. Gide), Opéra, Parigi
- 1837: La Chatte métamorphosée en femme (mus. de Montfort), Opéra, Parigi
- 1837: Danze in Stradella (opera; mus. Niedermeyer), Opéra, Parigi
- 1839: Danze in Le Lac des fées (opera; mus. Auber), Opéra, Parigi
- 1839: La Tarentule (mus. Gide), Opéra, Parigi
- 1840: Danze in Les Martyrs (opera; mus. Donizetti), Opéra, Parigi
- 1841: Giselle; ou, Les Wilis (with J. Perrot; mus. Adam), Opéra, Parigi
- 1841: Danze in La Riene de Chypre (opera; mus. Halévy), Opéra, Parigi
- 1843: La Péri (mus. Burgmüller), Opéra, Parigi
- 1844: Eucharis (mus. Deldevez), Opéra, Parigi
- 1844: Danze in Marie Stuart (opera; mus. Niedermeyer), Opéra, Parigi
- 1845: Danze ne L'Etoile de Séville (opera; mus. Balfe), Opéra, Parigi
- 1846: Danze in David (opera; mus. Mermet), Opéra, Parigi
- 1846: Danze ne L'Âme en peine (opera; mus. Flotow), Opéra, Parigi
- 1847: Ozaï; ou, L'Insulaire (mus. Gide), Opéra, Parigi
- Altri lavori includono: per il Théâtre de la Porte-Saint-Martin, le danze in Mandrin (melodramma di Antier, Arago, Cosiner; 1827), Faust (dramma di Béraud, Merle, Nodier; 1828), Marino Falieri (tragedia di Dalavigne; 1830).